# Nesophyla picta
Nesophyla picta är en insektsart som beskrevs av Henry Fairfield Osborn 1934. Nesophyla picta ingår i släktet Nesophyla och familjen dvärgstritar. Inga underarter finns listade i Catalogue of Life.